# 华东师范大学教育学部
教育学部是华东师范大学的一个学部。该学部是中国最大、课程设置最全面的教育科学研究机构之一。

## 历史
20世纪50年代初期，原大夏大学、光华大学、圣约翰大学、大同大学、沪江大学、震旦大学等校的教育学科合并组建了华东师范大学教育系。1980年，华东师范大学率先组建了全中国大学中第一所教育科学学院，时任校长刘佛年教授任首任院长。2014年，在原有教育科学学院、学前教育与特殊教育学院、教育部中学校长培训中心、开放教育学院的基础上，组建了华东师范大学教育学部。